# Fryksos
Fryksos (także Friksos, gr. Φρίξος Phríxos, łac. Phrixus) – w mitologii greckiej syn Atamasa i Nefele, brat Helle.
Ino będąca drugą żoną Atamasa, pragnęła pozbyć się jego dzieci z pierwszego małżeństwa. Podstępnie nakłoniła męża, by złożył na ofiarę bogom Fryksosa, któremu we śnie ukazała się matka, nakazując mu uciekać wraz z siostrą. Na ratunek zesłała im skrzydlatego barana o złotym runie, który uniósł rodzeństwo na wschód. Kiedy przelatywali nad cieśniną oddzielającą Europę od Azji, Helle spadła do morza i zginęła. Na pamiątkę tego zdarzenia Grecy nazwali cieśninę Hellespontem (Dardanele). Fryksos dotarł do Kolchidy, przyjęty tam przez króla Ajetesa, który ofiarował mu rękę swojej córki Chalkiope. Ocalony, w podzięce złożył Zeusowi w ofierze barana, a jego runo zawiesił na dębie w gaju poświęconym Aresowi.